# Язиково (Ульяновська область)
Язиково (рос. Языково) — робітниче селище в Карсунському районі Ульяновської області Російської Федерації.
Населення становить 3276 осіб. Входить до складу муніципального утворення Язиковське міське поселення.

## Історія
Від 2004 року входить до складу муніципального утворення Язиковське міське поселення.

## Населення
| 1970  | 1979  | 1989  | 2002  | 2009  | 2010  | 2012  |
| ----- | ----- | ----- | ----- | ----- | ----- | ----- |
| 7063  | ↘5932 | ↘5436 | ↘4961 | ↘4283 | ↘4217 | ↘4127 |
| 2013  | 2014  | 2015  | 2016  | 2017  | 2018  | 2019  |
| ↘4007 | ↘3865 | ↘3802 | ↘3733 | ↘3663 | ↘3584 | ↘3518 |
| 2020  | 2021  |       |       |       |       |       |
| ↘3480 | ↘3276 |       |       |       |       |       |